# Vuobmivärri (kulle i Finland)
Vuobmivärri är en kulle i Finland.   Den ligger i den ekonomiska regionen Norra Lappland och landskapet Lappland, i den norra delen av landet, 1 000 km norr om huvudstaden Helsingfors. Toppen på Vuobmivärri är 282 meter över havet.
Terrängen runt Vuobmivärri är huvudsakligen platt.  Trakten runt Vuobmivärri är nära nog obefolkad, med mindre än två invånare per kvadratkilometer. Det finns inga samhällen i närheten. Omgivningarna runt Vuobmivärri är i huvudsak ett öppet busklandskap.